# Min önskejul
Min önskejul utkom 1997 och är ett julalbum av den svenska sångerskan Sanna Nielsen, och innehöll både mer traditionella julsånger, samt då nyskrivna julsånger som "Jul vid den heliges port", vilken skrevs av Keith Almgren. Den 19 november 2001 återlanserades albumet i en något uppdaterad version.

## Låtförteckning
1. O helga natt (Cantique de Noël)
2. Jag bor på en stjärna (Pomp and Circumstance)
3. Min önskejul
4. Jul vid den heliges port
5. Jag har tänt ett juleljus
6. Juletid, juletid
7. Julpotpurri (Hej, mitt vinterland, Jag såg mamma kyssa tomten, Bjällerklang (Jingle Bells))
8. Gläns över sjö och strand
9. Tindra stjärna i juletid
10. Då är det jul (Jag är en gäst och främling)
11. Ave Maria
12. Hör hur den klingar
13. Tusen ljus
14. Stilla natt (Stille Nacht, helige Nacht)
15. Där bor en sång
16. Låt mig få tända ett ljus (Schlafe mein Prinzchen)

## Medverkande
- Sanna Nielsen - sång
- Lasse Wellander - gitarr
- Peter Ljung, Bert Månson, keyboards
- Mats Englund, Rutger Gunnarson - bas
- Lasse Persson - trummor